# Félszerfalva
Félszerfalva (németül: Hirm, horvátul: Hirma) község Ausztriában Burgenland tartományban a Nagymartoni járásban.

## Fekvése
Kismartontól 8 km-re délnyugatra, a Lajta és a Rozália-hegység között fekszik. ̺Félszerfalva Völgyfalva, Vulkapordány, Selegszántó és Zemenye-Selegd községekkel határos.

## Története
A régészeti leletek tanúsága szerint területén már a bronzkorban is éltek emberek. A badeni kultúra népének eszközeit és hamvasztásos sírjait tárták itt fel. A falutól nyugatra emelkedő „Hexenhügel” a hallstatt-korból származó halomsírt takar. A római korból a Kirchäckerntől keletre nagyméretű villa alapfalait ásták ki.
A mai település eredeti neve Herény volt,  1265-ben "Heren" alakban említik először, de valószínűleg azonos vele a már 1256-ban említett "villa Erlen" is. 1324-ben "Poss. Heryn", 1361-ben "Poss. Hurub", 1412-ben "Hurben", 1426-ban "Hwrem", 1429-ben "Hwrym", 1433-ban "Hurubh", 1435-ben "Hereen" alakban említik a korabeli források.
A 16. és 17. században Fraknó várának tartozéka volt. 1605-ben Bocskai István, 1620-ban Bethlen Gábor hadai dúlták fel. 1627-ben a fraknói uradalommal együtt Esterházy Miklós birtoka lett. Az 1675-es urbáriumból kitűnik, hogy a falu a 16. századhoz képest jelentően növekedett. 1683-ban elpusztította a török, és a Rákóczi-szabadságharc idején is feldúlták a kuruc hadak. 1644-ben, 1650-ben és 1713-ban pestis pusztította, de nem kerülték el az árvizek és a tűzvészek sem, melyek a 18. század során gazdasági visszaeséshez vezettek. Az 1767-es urbárium tanúsága szerint száz év alatt a település alig fejlődött. 1813-ban és 1831-ben újabb árvizek pusztítottak. Az 1848-49-es szabadságharc katonai eseményei is érintették  mivel közel fekszik a sopron-bécsújhelyi úthoz. 1849-ben a kolerajárványnak több halálos áldozata is volt.
1850-ben nagy cukorgyár épült itt, mely nagy fordulópontot jelentett a község életében.
1881-ben megnyílt a helyi iskola, 1885-ben postahivatal épült, mely a szomszédos Tormafalut is szolgálta.
Fényes Elek szerint " Hirm, magyarul Félszerfalu, német falu, Sopron vmegyében, Sopronhoz éjszakra 2 mfld, a Vulka mellett: 350 kath. lak. Van 376 h. szántóföldje, 55 hold rétje, 4 h. kertje. Földje középszerű. Birja h. Eszterházy."
1910-ben 831, többségben német lakosa volt, jelentős magyar kisebbséggel. A trianoni békeszerződésig Sopron vármegye Nagymartoni járásához tartozott. 1914-ben tíz ágyas kis kórház létesült. Az első világháborúban 31 helyi lakos esett el.
1921-ben a trianoni és saint germaini békeszerződések értelmében Ausztria része lett.
1944-ben az egykori cukorgyár helyén a bécsújhelyi repülőgépgyár raktára létesült, melyet a háború során amerikai gépek bombáztak. A gyár a háború után gazdátlan maradt és tönkrement. 1971. január 1-jén a szomszédos Selegszántóval egyesítették, de 1991-ben újra önálló község lett.

## Nevezetességei
Szent Rókus tiszteletére szentelt római katolikus temploma.

## Híres emberek
Itt született 1916. június 9-én Somogyi József szobrászművész, a Képzőművészeti Főiskola tanára, majd rektora, a Magyar Képzőművészek Szövetsége elnöke, a Magyarországi Református Zsinat világi elnöke, a Dunántúli Református Egyházkerület főgondnoka.

## Külső hivatkozások
- Hivatalos oldal
- A község az Osztrák Statisztikai Hivatal honlapján